# Плоска (приток Вятки)
Плоска — река в России, протекает в Верхнекамском районе Кировской области. Устье реки находится в 1044 км по левому берегу реки Вятки. Длина реки составляет 19 км.
Исток реки в болотах в 20 км к юго-западу от города Кирс. Река течёт на север, всё течение проходит по заболоченному лесу. Впадает в Вятку у посёлка Барановка.

## Данные водного реестра
По данным государственного водного реестра России относится к Камскому бассейновому округу, водохозяйственный участок реки — Вятка от истока до города Киров, без реки Чепца, речной подбассейн реки — Вятка. Речной бассейн реки — Кама.
По данным геоинформационной системы водохозяйственного районирования территории РФ, подготовленной Федеральным агентством водных ресурсов:
- Код водного объекта в государственном водном реестре — 10010300212111100030276
- Код по гидрологической изученности (ГИ) — 111103027
- Код бассейна — 10.01.03.002
- Номер тома по ГИ — 11
- Выпуск по ГИ — 1